# Chingiz Abdullayev
Pour les articles homonymes, voir Abdullayev.
Chingiz Abdullayev, né à Bakou le 7 avril 1959, est un écrivain azerbaïdjanais.

## Biographie
Chingiz Abdullayev est né le 7 avril 1959 dans une famille d'intellectuels à Bakou, son père était président du Barreau en Azerbaïdjan et sa mère doyenne d’université. En 1981, il est diplômé de la faculté de droit de l'université d'État d'Azerbaïdjan. Il travaille dans une association de production à Bakou ; plus tard il y occupe les postes de conseiller principal et de chef du département. Il part en mission dans les pays d‘Europe, d’Asie, et d’Afrique. En 1991 Chingiz Abdullayev soutient sa thèse de doctorat sur l'agression en droit international, puis sa thèse de doctorat sur les crimes de droit international. Il est professeur honoraire à l'Université de Cracovie (1989), président de la Fondation Hadji-Zeïnalabdine-Taguiev (depuis 1990), secrétaire de l'Union des écrivains d'Azerbaïdjan et vice-président du Pen Club en Azerbaïdjan. Il parle anglais et italien.

## Œuvres
Chingiz Abdullayev est le seul écrivain azerbaïdjanais qui crée ses œuvres en russe dans le genre du roman policier psychologique et politique. L'activité littéraire a commencé avec plusieurs histoires lyriques, dont Waltz (1981) et Morceau de pain (1981-1982). En 1985, il écrit son premier roman, Голубые ангелы (Les Anges bleus) qui, censuré par le KGB, ne pourra être publié qu'en 1988 à Bakou, autorisé par Mikhaïl Gorbatchev. Plus tard, une trilogie La Loi des scélérats, Le Credo des scélérats et La Conscience des scélérats apparaît, romans policiers, principalement politiques, avec pour héros Drungo, un ex-officier du KGB devenu détective privé. Son Drongo devient aussi populaire.
il est traduit en 29 langues et publié dans 23 pays, dont les États-Unis, la Turquie, Israël, la Chine; sept films, deux séries télé ont été adaptés. En France, les Éditions de L'Aube font paraître les trois premiers opus de la série Drongo.

## Activité sociale
Depuis 1989 Chingiz Abdullayev est membre de l'Union des écrivains de l'URSS et de l'Union des écrivains d'Azerbaïdjan. Depuis le 7 février 1989 il est élu Secrétaire de l'Union des écrivains d'Azerbaïdjan. En juillet 2005, il obtient le titre d'écrivain du peuple d'Azerbaïdjan, devenant ainsi le plus jeune écrivain à recevoir ce titre. Il est également Membre du Conseil des anciens de l'Union des écrivains d'Azerbaïdjan. Depuis février 2003, il est coprésident du Fonds littéraire international.
Depuis décembre 2013, il est membre de la Commission des prix d'État de la République d'Azerbaïdjan pour la science, la technologie, l'architecture, la culture et la littérature. Depuis novembre 2006, Chingiz Abdullayev est professeur au Département de droit pénal de l'université internationale Chingiz Abdullaev est l'un des fondateurs du Fonds international de coopération et de partenariat de la mer Noire et de la mer Caspienne depuis mars 2009.
Depuis le 10 juillet 2017, Chingiz  Abdullaev est fondateur, vice-président et membre du conseil d'administration du Fonds international pour la paix et le développement durables (IFSPD).